# Palazzo Bocconi
Palazzo Bocconi, noto anche come Palazzo della Rinascente, è un palazzo eclettico che si trova a Roma in largo Chigi, nel rione Colonna all'altezza del numero 189 di via del Corso e accanto alla Galleria Alberto Sordi. Costruito tra il 1886 e il 1889, ospita dal 2010 il principale punto vendita di Zara nella capitale italiana.

## Storia
Il palazzo venne edificato su un lotto di terreno acquistato dai Fratelli Bocconi per 900.00 lire, nei pressi di Piazza Colonna, a seguito degli estesi lavori di demolizione di numerosi fabbricati insistenti in quell’area, quali l'edificio che ospitava il noto "Caffè del Parlamento", a seguito dell’approvazione del nuovo Piano regolatore del 1883. Il Piano prevedeva oltre all’allargamento e la rettificazione della via del Corso e dell’area della contigua Piazza Colonna, mediante l’abbattimento di diversi edifici tra i quali il prossimo palazzo Piombino, anche la realizzazione del nuovo asse viario di via del Tritone che collegava Via del Corso al crocevia di Piazza Barberini fino a congiungere con altre nuove arterie il nuovo quartiere sabaudo in costruzione dell’Esquilino.
Fu costruito tra il 1886 e il 1889 da Giulio De Angelis, esponente dell'architettura umbertina declinata nell'utilizzo della nuova tecnologia dell'uso del metallo per costruzioni, per i fratelli Luigi e Ferdinando Bocconi, proprietari del grande magazzino "Aux villes d’Italie".
Il progetto fu presentato nel 1886 alla commissione edilizia comunale; De Angelis che era uno dei componenti, non fu comunque presente alla discussione e alla approvazione del progetto. L'altezza dell'edificio era superiore a quella ammessa dai regolamenti edilizi dell'epoca, ma il progetto fu approvato per le particolari caratteristiche. 

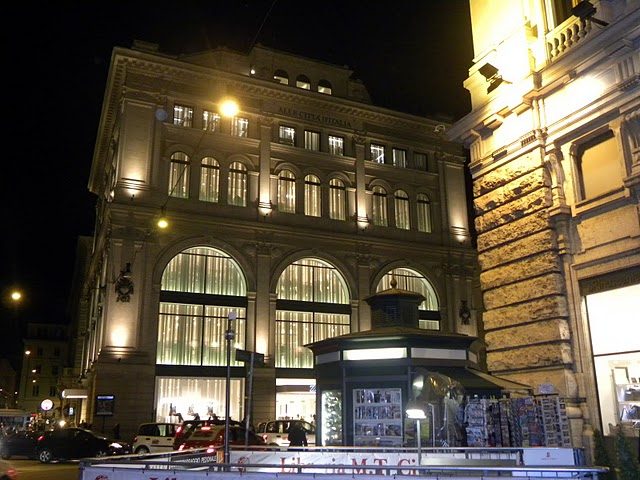
Vista notturna

L'edificio, allora chiamato stabilimento Bocconi, diventò il più rilevante punto di vendita di Roma per i vestiti confezionati. Seguiva un modello che si stava diffondendo in Europa. La struttura risente dell'influenza di strutture simili che si stavano costruendo nelle grandi capitali europee: l'edificio di Printemps sul Boulevard Haussmann, progettato da Paul Sédille, è di quattro anni prima, mentre À la Belle Jardinière di Henri Blondel ha già dieci anni. 
Anche se l'interno, pur in dimensioni ridotte ricordava, come disse Umberto I, nel suo discorso inaugurale, Le Bon Marché, tuttavia esistono elementi originali. L'edificio si presentava molto avanzato rispetto alle altre strutture italiane dell'epoca: era anche il primo "Paradiso delle Signore", e mantenne questa posizione per molto tempo.
Negli anni successivi De Angelis costruì il Palazzo Chauvet, in via dei Due Macelli, richiamando i temi della Galleria Sciarra.
Nel 1920 a seguito dell’acquisizione dei Magazzini da parte di Senatore Borletti nel 1917, il palazzo, come altri della medesima catena, subì dei miglioramenti da Pio Piacentini con l’aggiunta di un piano e assumerà il nome di Rinascente datogli da Gabriele D’Annunzio, sostituendolo al precedente “Alle città d’Italia”, del cui gruppo commerciale seguirà le sorti.

## Descrizione

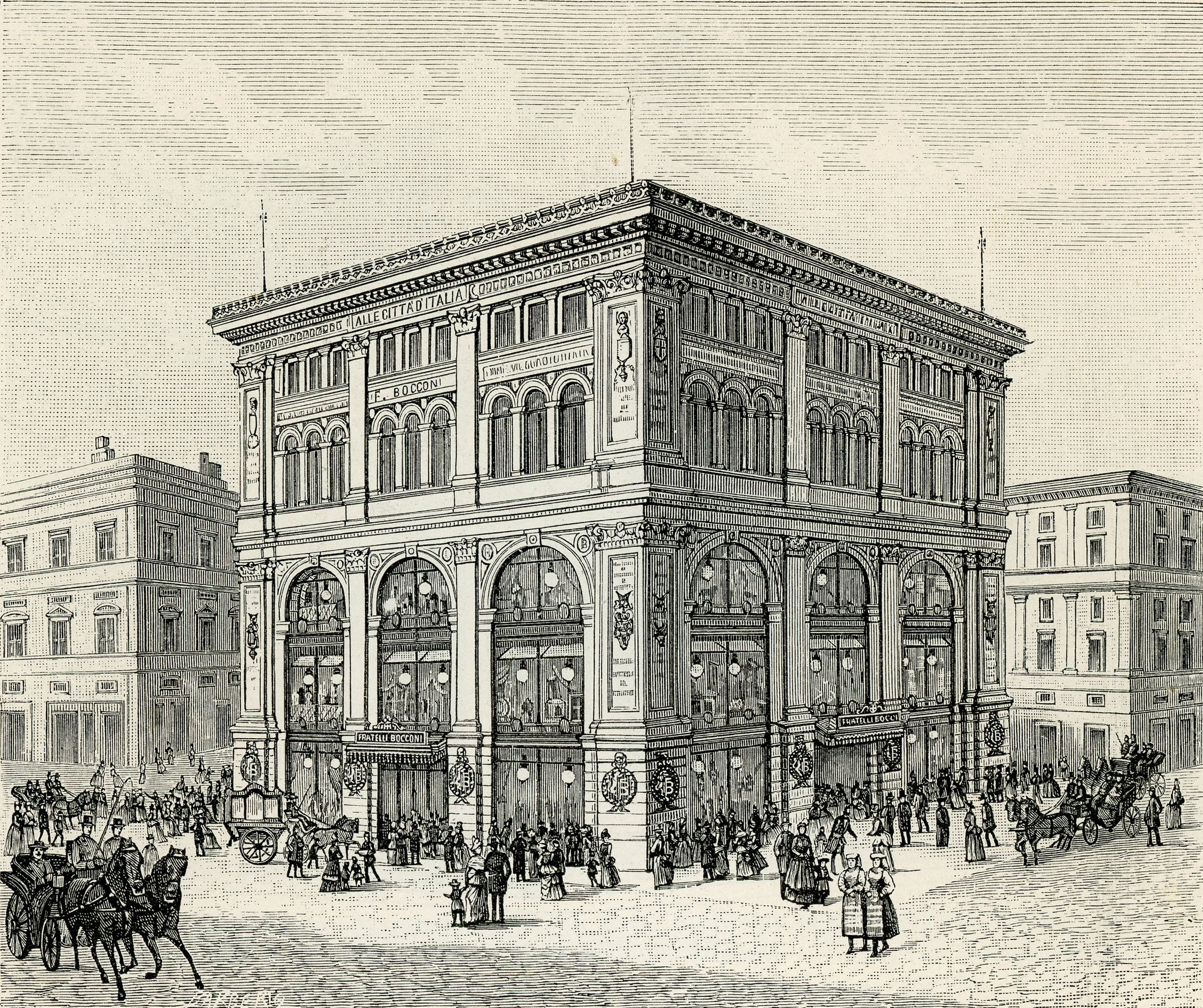
Incisione del 1894 con enfasi sull'illuminazione elettrica dell'edificio, una delle ragioni del suo grande successo all'epoca

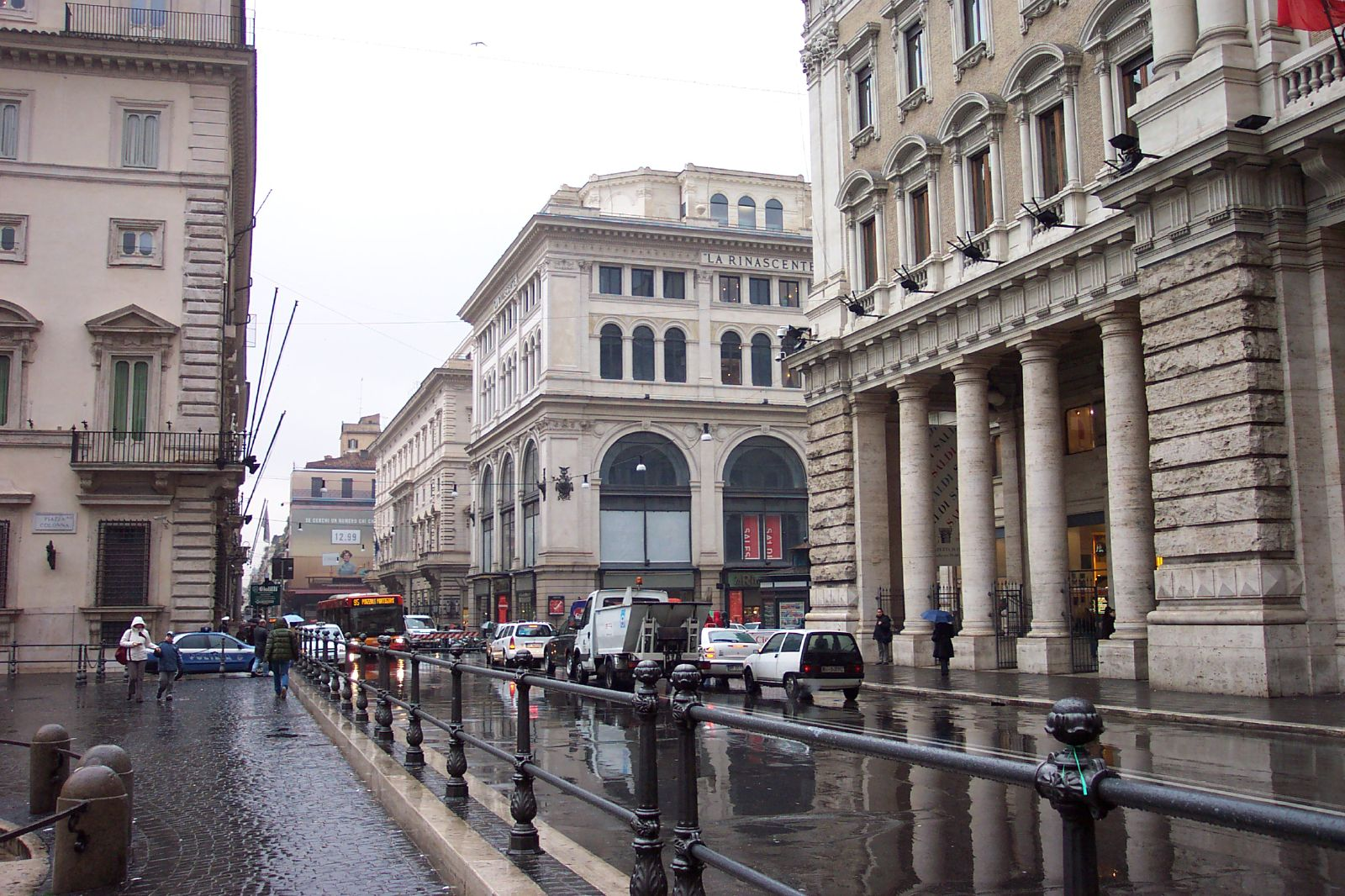
Vista da Piazza Colonna lungo via del Corso: il primo piano la Galleria Alberto Sordi e poi il Palazzo della Rinascente. A sinistra l'angolo di Palazzo Chigi

L'edificio è a pianta quadrata, misura 25 metri di lato e si sviluppa su cinque piani.
L'interno è costituito da una struttura in ghisa, è ha permesso di rendere estremamente luminoso l'ambiente.
Una soluzione simile, con le colonne in ghisa, era stata usata da De Angelis per la ristrutturazione del Palazzo e della Galleria Sciarra.
Per la decorazione degli interni De Angelis fece ricorso ad Annibale Brugnoli, autore del soffitto del Teatro Costanzi.
Innovativo per l'epoca per poter disporre di un’ampia luminosità, la struttura poggia su un sistema di otto coppie di colonne in ghisa, che racchiudono un ampio spazio luminoso grazie al lucernario in copertura. Il sistema strutturale in muratura e in ghisa, ha permesso di realizzare i lavori in tempi estremamente rapidi, l’edificio fu innovativo anche per la presenza dei primi ascensori a movimentazione idraulica della Capitale.
I prospetti, tutti e quattro identici, furono realizzati con ampie vetrate ad arco, decorate da cornici tipiche del fine Ottocento. Nel 1920, venne anche aggiunta l’aggraziata pensilina ad opera dell’architetto Pio Piacentini, non più presente. L’edificio inoltre era illuminato da un nuovo impianto costituito da una dinamo alimentata da motori a gas collocati nei sotterranei.
Nel 1937 vi viene installata la prima scala mobile in Italia in funzione in una società commerciale.